# Odznaka honorowa członka personelu pokładowego Polskich Linii Lotniczych „Lot” „Za 1.000.000 km lotu”
Odznaka honorowa członka personelu pokładowego Polskich Linii Lotniczych „Lot” „Za 1.000.000 km lotu” – polskie odznaczenie resortowe ustanowione 3 maja 1956 roku i nadawane przez Ministra Transportu Drogowego i Lotniczego, przeznaczone dla personelu pokładowego Polskich Linii Lotniczych „Lot”, którzy pełnili na statku powietrznym tego przedsiębiorstwa czynności członka załogi podczas lotów o ogólnej długości jednego miliona kilometrów, wykazując całkowitą sprawność zawodową, opanowanie potrzebne wiedzy zawodowej i wzorową dyscyplinę w pracy. Odznaka została wycofana 13 września 1993 roku.